# Marija Grabowezkaja
Marija Alexandrowna Grabowezkaja (kasachisch Мария Александровна Грабовецкая, * 10. April 1987 in Kökschetau) ist eine kasachische Gewichtheberin.

## Karriere
Ihren größten Erfolg feierte sie während den Asienmeisterschaften 2005. Dort gewann sie eine Goldmedaille. Bei den Olympischen Sommerspielen 2008 in Peking trat Grabowezkaja in der nach oben offenen Gewichtsklasse ab 75 kg gedopt an. Die dort erschlichene Bronzemedaille wurde ihr 2016 aberkannt.
Seit 2008 studiert Marija Grabowezkaja Jura und Sportwissenschaften an der Staatlichen Walichanow-Universität in Kökschetau und arbeitet gleichzeitig als Sportlehrerin am dortigen olympischen Stützpunkt. Außerdem hat sie den Militärrang eines Lieutenants des kasachischen Innenministeriums.

## Doping
Bei umfangreichen Nachtests kam 2016 ans Licht, dass Grabowezkaja bei den Olympischen Sommerspielen 2008 in Peking gedopt angetreten war. Sie hatte Dehydrochlormethyltestosteron, Oxandrolon und Stanozolol zu sich genommen. Dafür erhielt sie im August 2016 eine Sperre. Im November 2016 wurde ihr die Olympiamedaille aberkannt.